# Torre Marchiello
Torre Marchiello (Castrignano del Capo) è una torre d'avvistamento tra Leuca e Felloniche, costruita al tempo delle incursioni saracene (XVI sec.).

## Descrizione
Sull'omonima punta nei pressi delle Tre Porte,  vi sono i resti dell'antico torrione a forma tronco–conica, anche conosciuto come Torre Imbriachelli, a 12 metri sul livello del mare. Vi si trova anche la Grotta del Drago, chiamata così per la forma dello scoglio.